# María Teresa Tapia Bahena
María Teresa Tapia Bahena (27 de febrero de 1945) es una política mexicana, miembro del Partido Acción Nacional (PAN). Ha sido diputada federal en dos ocasiones.

## Biografía
Es maestra normalista y tiene estudios de contabilidad privada. Ha realizado sus actividades públicas y políticas en la ciudad de Taxco de Alarcón, Guerrero. 
En el comité municipal del PAN en Taxco, ha sido presidenta de Promoción Económica de 1989 a 1993 y de secretaria de Promoción Política de la Mujer de 1994 a 1996 y presidenta del comité municipio de 1997 a 1999. De 1991 a 1997 fue consejera estatal del PAN.
En 1994 fue elegida diputada federal suplente por el principio de representación proporcional a la LVI Legislatura que culminó en 1997, siendo diputado propietario Marcos Efrén Parra Gómez. Parra Gómez solicitó licencia y por tanto María Teresa Tapia Bahena fue llamada a ejercer el cargo, protestando el 31 de agosto de 1996, ejerciendo hasta el fin del periodo constitucional el 31 de agosto de 1997.
De 1997 a 2000 fue secretaria de Acción Gubernamental del comité estatal del PAN y en las elecciones estatales de 1999 fue candidata a diputada al Congreso del Estado de Guerrero, no habiendo logrado el triunfo. De 1999 a 2000 fue secretaria de Capacitación del comité municipal del partido en Taxco.
En 2000 fue elegida por segunda ocasión diputada federal, en esta ocasión en propiedad por el mismo principio de representación proporcional, a la LVIII Legislatura que culminó en 2003. En esta legislatura ocupó los cargos de integrante de las comisiones de Comercio y Fomento Industrial; y, de Participación Ciudadana; así como secretaria de la comisión especial Encargada de Coadyuvar y dar Seguimiento a los Proyectos de Desarrollo Regional relacionados con la Región Sur-Sureste de México.